# Burgio
Burgio – miejscowość i gmina we Włoszech, w regionie Sycylia, w prowincji Agrigento.
Według danych na styczeń 2010 gminę zamieszkiwało 2838 osób przy gęstości zaludnienia 67,2 os./1 km².